# Dalni (Kuban)
|  | Per a altres significats, vegeu «Dalni». |

Dalni - Дальний (rus) és un possiólok, un poble, del krai de Krasnodar, a Rússia. Es troba a 15 km a l'oest de Gulkévitxi i a 135 km a l'est de Krasnodar, la capital.
Pertany al municipi de Kuban.